# ドリー・スタイル

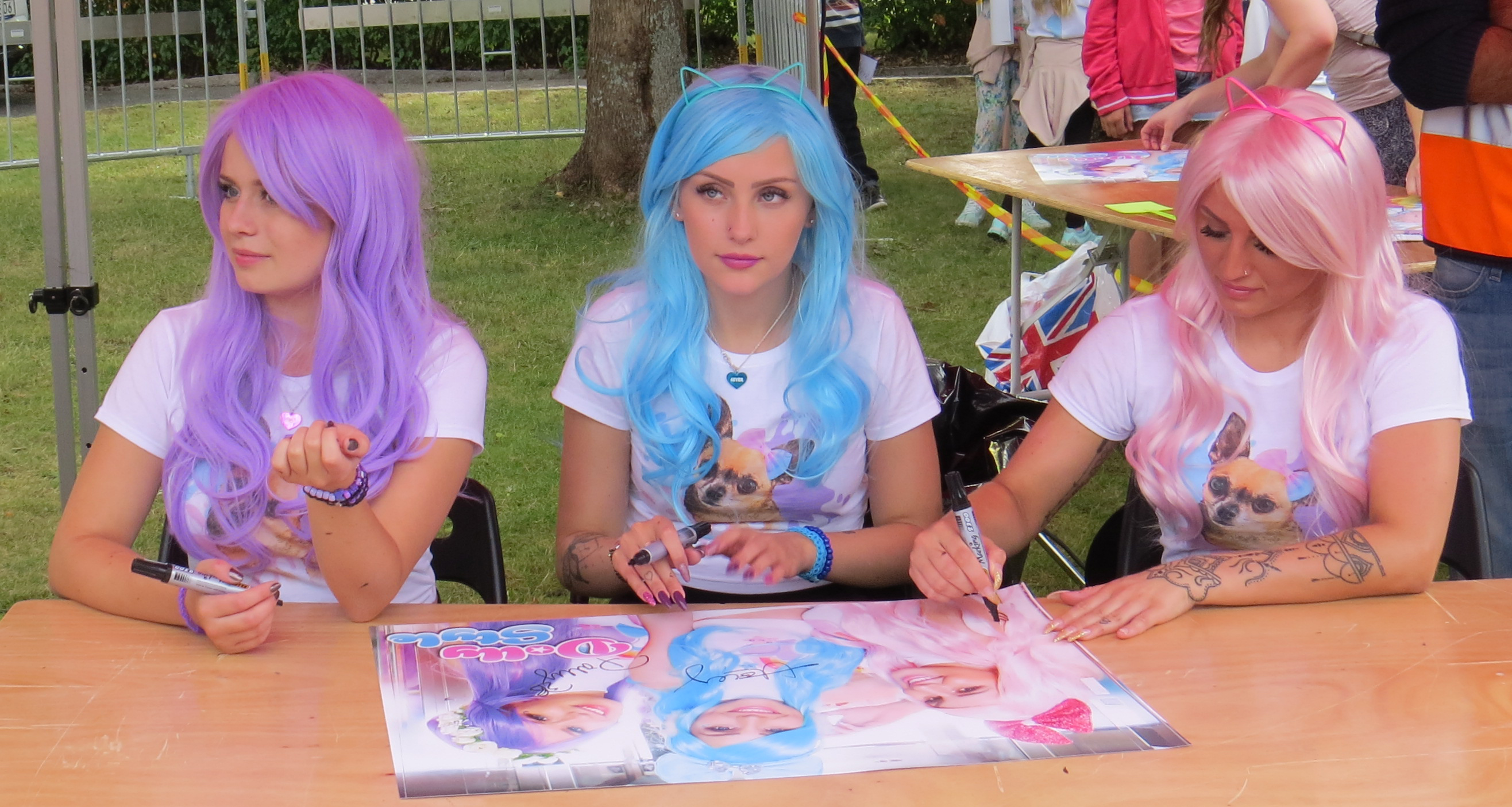
ドリー・スタイル

ドリー・スタイル (Dolly Style)は、 スウェーデンの3人組の女性ポップグループである。

## 概要
エマ・ノーズとペール・ハマールンドによって2014年夏に結成された。モリー(Molly)・ホリー(Holly)・ポリー(Polly)と名乗る3人は自分たちがドーリー・タウンのドールハウスから来た人形だと主張している。
メンバーの外観は日本のフェアリー系やギャル・ロリータといった文化の影響を強く受けているが、音楽性はダンス指向の西洋ポップである。また、スウェーデン出身で日本でも活動しているYOHIOと比較されている。
ユーロビジョン・ソング・コンテストのスウェーデン国内代表を決めるメロディーフェスティバーレン2015に出場し、ヨーテボリで開催された地区予選において「ハロー・ハイ」を歌い第3位で通過、セカンドチャンスに進出したものの敗退した。
2015年4月5日、ポリー(エマ・プシーク)が脱退を発表した。それに伴い、新しいポリーことマリエレ・ミルベリが加入することとなった。
11月5日には、モリー(カロリーナ・マグネル)が個人的理由につき脱退。11月17日に新たなモリーことミカエラ・サムエルソンの加入が明らかとなった。
2016年、メロディーフェスティバーレン2016に2回目の出場を果たした。イェヴレで開催された地区予選において「ローラーコースター」を歌い第4位で通過、セカンドチャンスに進出したものの敗退した。

## メンバー
- ミカエラ・サムエルソン (Mikaela Samuelsson、モリー)
- アレクサンドラ・サロモンソン (Alexandra Salomonsson、ホリー)
- マリエレ・ミルベリ (Marielle Myhrberg、ポリー)

## 旧メンバー
- カロリーナ・マグネル (Carolina Magnell、モリー)
- エマ・プシーク (Emma Pucek、ポリー)

## ディスコグラフィー

### シングル
| 年   | シングル                                            | 最高順位 | アルバム                         |
| 年   | シングル                                            | SWE      | アルバム                         |
| ---- | --------------------------------------------------- | -------- | -------------------------------- |
| 2015 | ハロー・ハイ (Hello Hi)                             | 32       | メロディーフェスティバーレン2015 |
| 2015 | チェリー・ガム (Cherry Gum)                         | —        |                                  |
| 2015 | アップシー・デイジー (Upsy Daisy)                   | —        |                                  |
| 2016 | ローラーコースター (Rollercoaster)                  | 27       | メロディーフェスティバーレン2016 |
| 2016 | ユニコーンズ＆アイスクリーム (Unicorns & Ice Cream) | —        |                                  |